# Ahuexotitlán, Chilapa de Álvarez
Ahuexotitlán är en ort i Mexiko.   Den ligger i kommunen Chilapa de Álvarez och delstaten Guerrero, i den södra delen av landet, 210 km söder om huvudstaden Mexico City. Ahuexotitlán ligger 1 545 meter över havet och antalet invånare är 1 122.
Terrängen runt Ahuexotitlán är kuperad åt nordost, men åt sydväst är den bergig. Runt Ahuexotitlán är det ganska glesbefolkat, med 39 invånare per kvadratkilometer. Närmaste större samhälle är Chilapa de Alvarez, 10,2 km nordost om Ahuexotitlán. Omgivningarna runt Ahuexotitlán är en mosaik av jordbruksmark och naturlig växtlighet.